# Kraftwerk Römerbrücke
Das Heizkraftwerk Römerbrücke ist ein Gas- und Dampfturbinenkraftwerk (GuD-Kraftwerk) der Energie SaarLorLux AG im Gewerbegebiet Ostspange in Saarbrücken. Es dient zur Erzeugung von Fernwärme und Strom. Ergänzt wird das Heizkraftwerk seit 2022 um das GAsMOtorenkraftwerk Römerbrücke, kurz GAMOR, sowie einem dazugehörigen Wärmespeicher. Die elektrische Kapazität der Gesamtanlage beträgt 185 MW (3 Turbinen, 5 Gasmotoren), die thermische 458 MW. Ein 177 Meter hoher Kamin hilft, die Emissionen in die unmittelbare Umgebung zu senken.

## Geschichte und Technik
Das Kraftwerk wurde 1964 von den Saarbrücker Stadtwerken als Heizwerk zur Versorgung des nahgelegenen Wohngebiets Eschberg sowie eines Gewerbegebietes mit Fernwärme errichtet. 1967 wurde eine Turbine zur Stromerzeugung in Kraft-Wärme-Kopplung für den Spitzenlastbetrieb nachgerüstet. 1974/1975 erfolgte eine Erweiterung in GuD-Technik mit einer elektrischen Kapazität von 43 MW und einer thermischen Kapazität von 53 MW. 1989 wurde das Heizkraftwerk um einen Kohleblock nach dem Prinzip der zirkulierende Wirbelschichtfeuerung ergänzt. Als Brennstoff wurde lokale Steinkohle eingesetzt.
2001 wurde die Anlage unverändert von GDF SUEZ Energie Deutschland AG (ab 2015 Engie Deutschland AG) in Berlin übernommen. Die Betriebsführung übernahm bis April 2005 die Stadtwerke Saarbrücken AG. Ab Mai 2005 führte die GDF Suez Saarland GmbH (ein Tochterunternehmen der GDF SUEZ Energie Deutschland AG und der Stadtwerke Saarbrücken AG) den Betrieb.
Im Jahre 2003 wurde das bestehende Heizkraftwerk mit einer Investition von knapp 40 Mio. Euro modernisiert. Zur Modernisierung gehörten unter anderem der Austausch der Gasturbine, ein nachgeschalteter Abhitzedampferzeuger und eine Zusatzfeuerung. Energieträger ist vorzugsweise Erdgas sowie zur Besicherung Öl. Der elektrische Wirkungsgrad beträgt bis zu 42 %, unter weiterer Berücksichtigung des thermischen Energieanteils bis zu 90 %. Die direkten CO2-Emissionen sanken gegenüber 2002 um 5 %, Staub um 44 %, Stickoxid um 37 % und Schwefeldioxid um 50 % bei gesteigerter Leistung. Im Jahre 2010 wurde die über 40 Jahre alte Dampfturbine aus dem Jahre 1967 durch eine neue Turbine mit 60 % höherer Leistung ersetzt.
Der Netzanschluss des Kraftwerks erfolgt hauptsächlich auf der 110-kV-Höchstspannungsebene in das Stromnetz der Stadtwerke Saarbrücken als Verteilnetzbetreiber.
Ende 2010 hat die kommunale Versorgungs- und Verkehrsgesellschaft Saarbrücken die Kooperation mit der GDF Suez Energie Deutschland AG erweitert. Bestandteil war der Übergang des Kraftwerks Römerbrücke in die gemeinsame Tochtergesellschaft Energie SaarLorLux AG (ESLL). Zum 1. Juli 2011 ist das Heizkraftwerk Römerbrücke offiziell in das Eigentum der ESLL übergegangen.
Heute beträgt die elektrische Leistung des Heizkraftwerks 132,6 MW und die thermische Leistung 235 MW. Die installierte Dampfkesselleistung wird mit 488 MW thermischer Leistung angegeben und die installierte thermische Übertragungsleistung mit 405 MW.

## Gasmotorenkraftwerk GAMOR
Im Jahr 2022 wurde das neue GAsMOtorenkraftwerk Römerbrücke, kurz GAMOR, in Saarbrücken in Betrieb genommen. Dieses ergänzt das bestehende Heizkraftwerk an der Römerbrücke. GAMOR ist mit 80 Mio. Euro die höchste Einzelinvestition, die das Unternehmen Energie SaarLorLux AG bisher getätigt hat. GAMOR umfasst fünf Gasmotoren mit einer elektrischen und thermischen Gesamtleistung von je 53 MW. Im Zusammenhang mit GAMOR wurde am Standort auch ein Wärmespeicher mit 45 Meter Höhe und 17 Meter Durchmesser mit einem Fassungsvermögen von 8.650 m³ bzw. 340.000 kWh zur Zwischenspeicherung errichtet. Mit der Inbetriebnahme von GAMOR ist Energie SaarLorLux vollständig aus der Kohleverbrennung ausgestiegen. Durch den Wegfall der Kohlefeuerung werden 60.000 t CO2 pro Jahr in Saarbrücken eingespart. Die fünf Gasmotoren von GAMOR sind heute schon auf den partiellen Einsatz von Wasserstoff zur Strom- und Fernwärmeerzeugung vorbereitet.
Die Fassade von GAMOR ist mit einer großflächigen Photovoltaikanlage ausgestattet. Der erzeugte Strom wird zum größten Teil für die Kraftwerke selbst genutzt. Das Gebäudedesign von GAMOR wurde vom Architekturbüro CBAG.Studio aus Saarlouis entworfen.

## Kunst am Bau

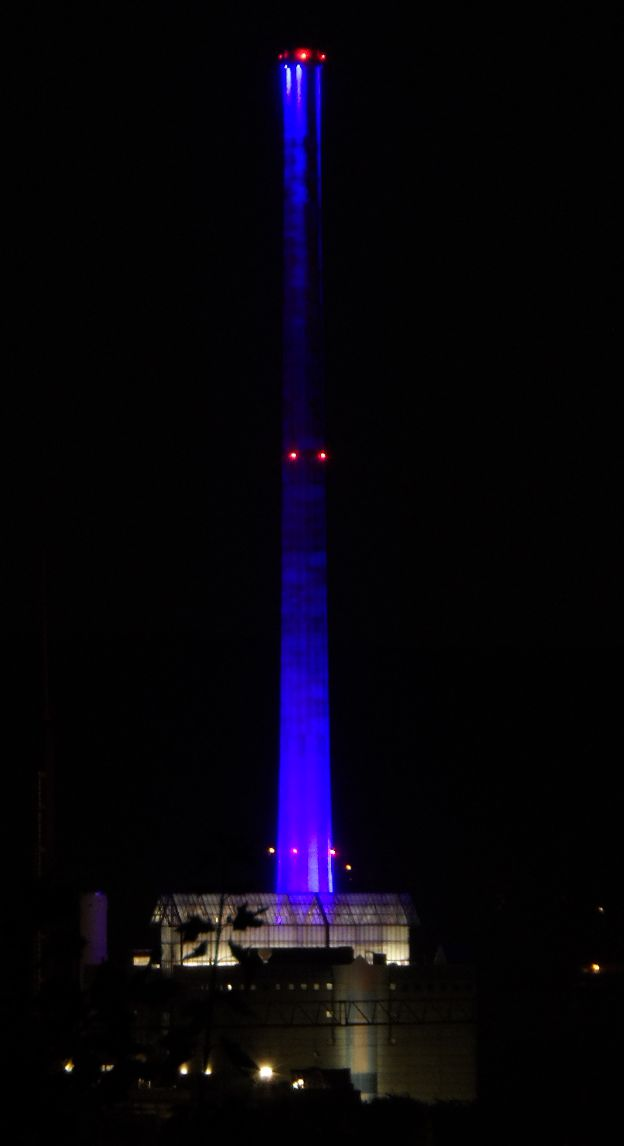
Nächtlich angestrahlter Schornstein des Heizkraftwerks

Verschiedene Künstler haben das Kraftwerk mit ihren Skulpturen aus der Industriebauweise herausheben können.
- Peter Fischli/David Weiss: Schneemann
- Edward Allington: Fallender Tempel
- Thomas Schütte: Häuserlandschaft
- Katharina Fritsch: Wassermühle

Seit dem 30. Oktober 2014 wird der 177 m hohe Schornstein des Heizkraftwerks in den Abendstunden von farbigen LED-Scheinwerfern angestrahlt.